# The Naked Brothers Band: Mystery Girl
The Naked Brothers Band: Mystery Girl é um filme da banda The Naked Brothers Band com participação especial de Miranda Cosgrove, que interpreta a si  mesma.

## Elenco
- Nat Wolff - Nat
- Alex Wolff - Alex
- Thomas Batuello - Thomas
- Allie DiMeco - Rosalina
- David Levi - David
- Qaasim Middleton - Qaasim
- Cooper Pillot - Cooper
- Jesse Draper - Jesse Cook
- Michael Wolff - Mr. Wolff
- Miranda Cosgrove - Ela mesma